# Ваљадолид
Ваљадолид (шп. Valladolid) је шпански град који се налази у центру аутономне заједнице Кастиље и Леона, чији је и главни град. Такође је главни град и истоимене покрајине Ваљадолид. У прошлости је био седиште кастиљанског суда, а касније и главни град Шпанске империје (1601—1606) док се главни град није дефинитивно преселио у Мадрид. Седиште је фудбалског клуба Реал Ваљадолид.
Први пут се помиње 1074. године.

## Становништво
Према процени, у граду је 2008. живело 318.461 становника.

| 1981.   | 1989.   | 1991.   | 2001.   | 2002.   | 2013.   |
| ------- | ------- | ------- | ------- | ------- | ------- |
| 330.242 | 330.700 | 345.891 | 316.580 | 316.580 | 309.714 |

## Партнерски градови
- Фиренца
- Лече
- Морелија
- Ахмедабад
- Гвадалахара
- Лил
- Ловеч
- Орландо

### Институције
- Општина Ваљадолид
- Јавна библиотека Ваљадолид
- Општинска фондација за културу
- Општа фондација Универзитета у Ваљадолиду Архивирано на веб-сајту  (20. април 2020)

### Музеји
- Музеј науке
- Народни музеј скулптуре
- Музеј кућа Сервантес
- Музеј кућа Кристифор Колумбо
- Музеј кућа Зориља
- Музеј ковачко двориште

### Разно
- Катедрала у Ваљадолиду
- Недеља интернационалног филма у Ваљадолиду — SEMINCI
- Ускрс у Ваљадолиду
- Градско саобраћајно предузеће Ваљадолид- AUVASA
- Слике Архивирано на веб-сајту  (10. март 2020)
- Стари Ваљадолид